# Twierdzenie Strassmana
Twierdzenie Strassmana to wynik z teorii ciał, które mówi, że szeregi potęgowe ze współczynnikami z pierścienia waluacji dla odpowiednio dobranego ciała mają tylko skończenie wiele zer.

## Historia
Dowód podał Reinhold Straßmann w roku 1928.

## Twierdzenie
Niech {\displaystyle K} będzie ciałem z niearchimedesową wartością bezwzględną, zaś {\displaystyle R} jego pierścieniem waluacji.
Niech {\displaystyle f(x)} będzie formalnym szeregiem potęgowym o współczynnikach {\displaystyle a_{n}} z {\displaystyle R} zbiegających do zera względem | · |, który nie jest tożsamościowo zerem. Wtedy {\displaystyle f(x)} ma tylko skończenie wiele zer w {\displaystyle R.} Dokładniej, liczba zer to co najwyżej {\displaystyle N,} gdzie {\displaystyle N} to największy indeks spełniający {\displaystyle |a_{N}|=\max a_{n}.}

## Dowód
Niech {\displaystyle K=\mathbb {Q} _{p}.} Będziemy dowodzić przy pomocy indukcji matematycznej względem {\displaystyle N.} Jeżeli {\displaystyle |a_{0}|>|a_{n}|} dla {\displaystyle n\geqslant 1,} to chcemy wywnioskować nieistnienie zer w {\displaystyle \mathbb {Z} _{p}.}
Rzeczywiście, gdyby istniało {\displaystyle x_{0},} że {\displaystyle f(x_{0})=0,} to
{\displaystyle |a_{0}|=|a_{1}x+a_{2}x^{2}+\dots |\leqslant \max _{n\geqslant 1}|a_{n}x^{n}|\leqslant \max _{n\geqslant 1}|a_{n}|<|a_{0}|,}
co prowadzi do sprzeczności.
Krok indukcyjny: jeżeli znaleźliśmy już {\displaystyle N} i {\displaystyle f(\alpha )=0} dla {\displaystyle \alpha \in \mathbb {Z} _{p},} to możemy wybrać dowolne {\displaystyle x\in \mathbb {Z} _{p}} i napisać:
{\displaystyle f(x)=f(x)-f(\alpha )=(x-\alpha )\sum _{n=1}^{\infty }\sum _{j=0}^{n-1}a_{n}x^{j}\alpha ^{n-1-j}.}
Po zmianie kolejności sumowania mamy
{\displaystyle f(x)=(x-\alpha )\sum _{j=0}^{\infty }\sum _{k=0}^{\infty }a_{j+1+k}\alpha ^{k}x^{j}=(x-\alpha )\sum _{j=0}^{\infty }b_{j}x^{j}.}
Widać, że {\displaystyle b_{j}} dąży do zera, a nawet {\displaystyle |b_{j}|\leqslant \max _{k\geqslant 0}|a_{j+k+1}|\leqslant |a_{N}|} dla każdego {\displaystyle j,} zatem
{\displaystyle |b_{N-1}|=\left|\sum _{k=N}^{\infty }a_{k}\alpha ^{k-N}\right|=|a_{N}|.}
Skoro dla każdego {\displaystyle j\geqslant N} zachodzi też
{\displaystyle |b_{j}|\leqslant \max _{k\geqslant 0}|a_{j+k+1}|\leqslant \max _{j\geqslant N+1}|a_{j}|<|a_{N}|,}
to liczbą zer z twierdzenia dla {\displaystyle f(X)/(X-\alpha )} jest {\displaystyle N-1,} co kończy dowód.